# Mark Waid

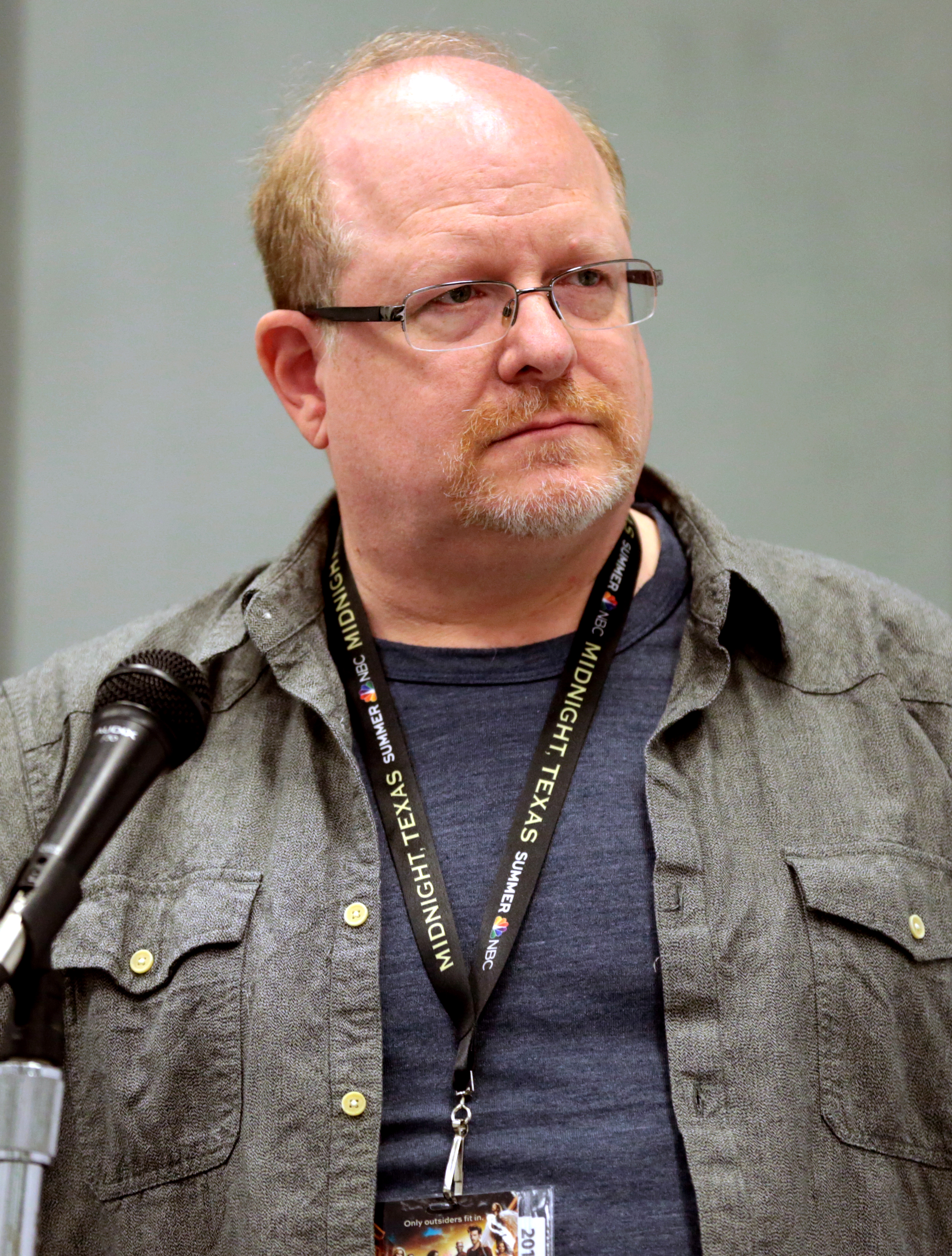
Mark Waid bei der WonderCon 2017

Mark Waid (* 21. März 1962 in Hueytown, Alabama) ist ein US-amerikanischer Comicautor.

## Leben und Arbeit
Der aus dem US-Bundesstaat Alabama stammende Waid begann in den frühen 1980er Jahren als hauptberuflicher Comicautor und Verlagsredakteur zu arbeiten. Nachdem er erste Arbeiten für das Fachmagazin Amazing Heroes vorgelegt hatte, erhielt Waid ein Engagement als Vollzeitredakteur bei DC Comics, neben Marvel Comics einer der beiden führenden US-amerikanischen Comicverlage.
Als Editor bei DC betreute Waid zunächst solche Titel wie Secret Origins und Legion of Super-Heroes. Parallel schrieb er als Gastautor Fill-In-Ausgaben für Serien wie Action Comics (#572, 576, 641). Ende der 1980er Jahre gab Waid seine Arbeit als Redakteur schließlich weitgehend auf, um sich stattdessen als freischaffender Autor zu betätigen. In der Folge schrieb er zunächst an den in DCs kurzlebigen Impact-Imprint erscheinenden Serien The Comet (#1-10, 12-18, Annual) und Legends of the Shield (#1-12) bevor er 1992 den Job des Stammautoren für die Serie The Flash (#62-129, 142-159, Annual 4-6, 8; Secret Files #1, 80-Page Giant #1; Life Story of the Flash; Speed Force) erhielt, die seinen künstlerischen Durchbruch markierte.
Waids Run am Flash-Titel war nicht nur einer der längsten – acht Jahre lang, bis 2000 – in der Geschichte der Serie, sondern gilt auch als einer der populärsten und kommerziell erfolgreichsten in der über sechzigjährigen Historie des Charakters. Zu Waids künstlerischen Partnern an Flash zählten Zeichner wie Greg LaRoque und Mike Wieringo, sowie Brian Augustyn, der leitende Redakteur des Titels, der von 1999 bis 2000 zudem als Waids Co-Autor fungierte. Aus Waids Arbeit an Flash ging zudem die Spin-off-Serie Impulse hervor, die Waid von 1995 bis 1997 zeitweise textete (#1-6, 8-17, 19-27).
Hinzu kamen weitere Engagements für DC, so für den Fantasy-Titel Valor, für die Superhelden-Serie JLA (#18-21, 32-33, 43-58, 60), die Maxiserie JLA: Year One und die Miniserie Underworld Unleashed (#1-3), The Flash/Green Lantern: The Brave and the Bold (#1-6) und Metamorpho (#1-4). Mit der vierteiligen Miniserie Kingdom Come von 1996, die später vielfach in gesammelter Form als graphischer Roman neu aufgelegt wurde, konnte Waid seinen bislang größten künstlerischen Erfolg verbuchen: Der in einer dystopischen Zukunft angesiedelte Epos um das finale Schicksal der Figuren Superman, Batman und Wonder Woman nach einer zukünftigen „großen Verheerung“ durchbrach konsequent die traditionellen Grenzen des Superhelden-Genres, um das alte Thema aus neuen Blickwinkeln zu variieren. Trotz des apokalyptischen Themas der Serie, die Waid als Reaktion auf die „düsteren und zynischen“ Comics der 1980er und frühen 1990er schrieb, ist Kingdom Come von einem alles überragenden Optimismus durchdrungen, was sich nicht zuletzt auch in den realistischen Gemälde-Zeichnungen von Waids künstlerischen Partner, dem Maler und Zeichner Alex Ross widerspiegelt. Kingdom Come folgte eine Fortsetzung, die Miniserie The Kingdom, sowie eine Romanfassung die von dem Science-Fiction-Schriftsteller Elliot S! Maggin verfasst wurde, einem von Waids Hauptvorbildern, dem er auch die ursprüngliche Comicfassung des Stoffs gewidmet gewesen war.
Für DCs Konkurrenten Marvel legte Waid einen knapp einjährigen ersten sowie etwas später einen längeren Run an dem traditionsreichen Superhelden-Titel Captain America vor. Als Zeichner unterstützten ihn dabei unter anderen Ron Garney. Es folgten Geschichten für die Serien Fantastic Four (2002–2003).
2003 wurde Waid mit der Gestaltung der zwölfteiligen Maxiserie Superman: Birthright beauftragt, die eine Neuinterpretation bzw. Generalüberholung des Superman-Stoffes vollzog und eine sogenannte Origin-Story des Superman-Charakters erzählte. In den vorangegangenen und nachfolgenden Jahren schrieb Waid zudem einige weitere Superman-Storys (Superman #114, Superman: Man of Steel #58, 73, Action Comics #723, Adventures of Superman #536, Superman/Batman).
2004 bis 2007 betreute Waid DC-Serien wie Legion of Super-Heroes, The Brave and the Bold, 52 (#1-52) und die Miniserie Infinite Crisis. Als Zeichner standen ihm dabei Künstler wie George Pérez bei.